# Tassia (regina)
Tassia (... – Plumbariola, ...; fl. IX secolo) fu regina dei Longobardi e Regina consorte d'Italia a metà dell'VIII secolo, quale moglie di Rachis (744-749).

## Biografia

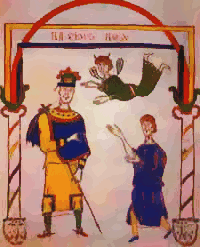
Rachis in una miniatura

Tassia fu la prima regina longobarda di origine romana. Pare che appartenesse all'aristocrazia della antica capitale dell'Impero Non si conoscono le circostanze in cui sposò Rachis: risulta comunque che il matrimonio fu celebrato seguendo il rito romano anziché quello tradizionale longobardo, nel quadro della complessiva politica di avvicinamento del sovrano ai sudditi romanici del regno longobardo, i quali costituivano la larga maggioranza degli abitanti dell'Italia sotto il dominio longobardo. L'adozione stessa di una simile politica da parte di Rachis - che redasse anche i propri documenti in forme romane, anziché in quelle tradizionali longobarde, e in un latino letterario - può essere ascritta al notevole influsso esercitato da Tassia sul consorte.
Dopo la deposizione di Rachis a opera del fratello Astolfo, dovuta proprio all'opposizione della gran parte dei duchi longobardi alla politica integrazionista della coppia reale, (749), Tassia e la figlia Rattruda entrarono nel convento di Plumbariola.